# 홍콩의 보건
홍콩의 보건 인프라는 총 11곳의 민간 병원과 42곳의 공공 병원이 산재해 있으며, 의료 분야에서 혼합 경제를 이루고 있다. 치과를 비롯한 1차 응급 진료를 하는 종합병원도 다수 존재한다.
홍콩은 세계에서 보건시설이 가장 잘 갖춰진 지역 중 하나다. 이른 건강 교육과 전문적인 의료 서비스, 발달한 보건 및 의약 체계 덕에 홍콩인들의 기대 수명은 여성 85.9세, 남성 80세로 세계에서 가장 높고, 영아 사망률은 1000명당 3.8명으로 세계에서 네 번째로 낮다. 홍콩의 65세 이상 인구 비율은 2013년 14%에서 2018년 18%로 증가할 것으로 예측되며, 장기 질환을 가진 인구수는 같은 기간 동안 33% 이상 증가할 것으로 예측된다.
홍콩의 의술 역시 높은 수준이다. 이는 간 이식 수술의 발달로 이어져 1993년에는 세계 최초로 성인 간에 살아있는 간을 이식하는 수술에 성공하기도 했다. 다만 홍콩의 의사 비율은 1000명당 1.7명에 불과하다. 홍콩의 공공의료체계 내에서 활동할 수 있는 외국 의사는 11명 뿐인데, 의사협회에서 외국 의사의 고용을 제재하기 때문이다. 등록된 한의학 의사는 약 6000명이다.

## 공공 보건
홍콩 시민증이 있는 사람과 11세 이하 거주 어린이는 소량의 사용자 부과금과 함께 무료 진료를 받을 수 있다. 한편 2007년부터 2011년까지 보건에 관한 공공 지출은 30%까지 늘었으며, 2014/15년에는 전체 정부 지출의 17%에 달했다.

### 위생서

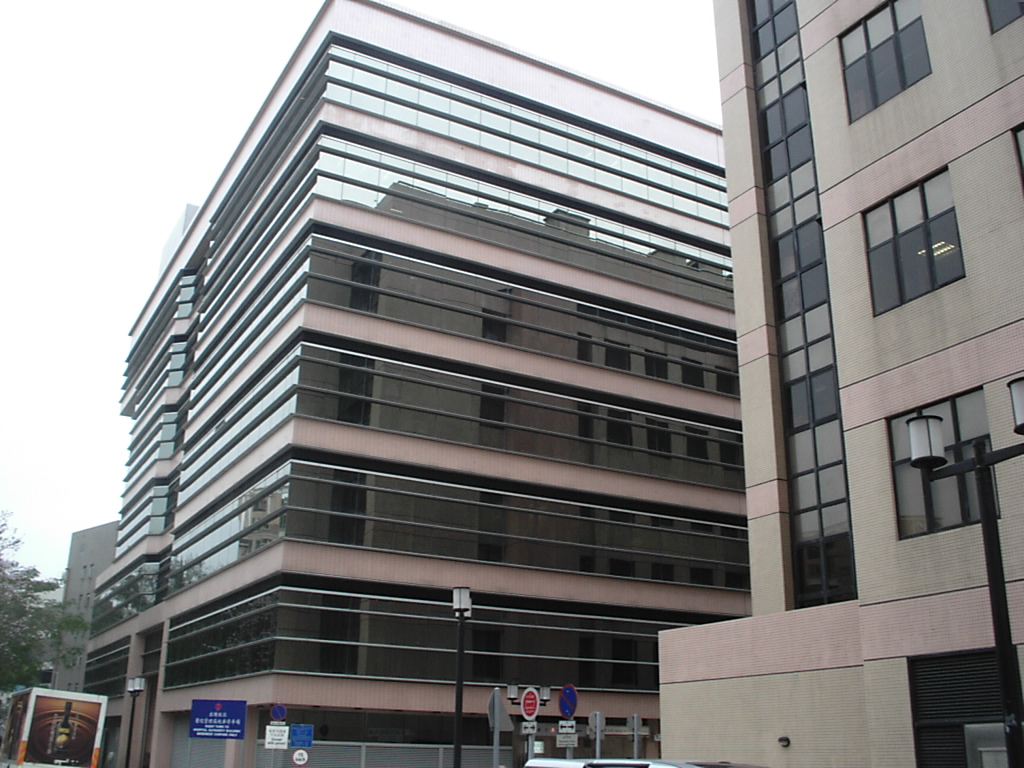
홍콩 의원관리국 본부의 모습

식물급위생국 산하에 있는 위생서 (衞生署, Department of Health)는 홍콩 정부의 보건 관련 보좌기관이자, 보건법과 보건 정책의 집행부이다. 주 역할은 증진, 예방, 치유, 회복 의료 서비스를 통해 홍콩 사회의 보건을 보호하는 것이다. 위생서의 주 기능으로는 아동 검진 서비스, 면역 프로그램, 치과의료 서비스, 법의병리학, 의료 전문 자격증 등록 등이 있다. 다만 위원회와 협의회 (홍콩 의료 협의회, 홍콩 의약 독성회)는 독립된 법제 기관들로, 법에 의거한 기능에서 벗어나 따로 운영한다는 관련 법령에 따라 설립되었기에 위생서와는 별개로 활동한다.

### 의원관리국
의원관리국은 의원관리국 법령에 따라 1990년 12월 1일 설립되어 홍콩의 전 42개 공공 병원 및 기관을 관리하는 법제기관이다. 주로 2차와 3차 전문의 치료 및 보건 시설망을 통한 의료 재활 서비스 등, 종합적인 범위에서 시행하는 일을 맡고 있다. 또한 의원관리국은 74곳의 1차 보건소에서 1차 의료 서비스를 일부 제공한다.

### 의료 및 보건 교육
홍콩의 종합 의학부는 홍콩 대학 리카싱 의약부와 홍콩중문대학 의약부가 있으며, 이외에도 기관 두 곳에서 의학과 약학 프로그램을 유일하게 실시하고 있다. 그 밖에 의학부가 없는 다른 대학의 보건 훈련 프로그램은 해체된 상태다.

## 민간 보건
홍콩의 11개 민간 병원은 국제 보건 승인으로 영국과 제휴하고 있다. 이 11개 병원 모두 영국의 트렌트 승인 기구 측에서 조사 및 파견하고 있어 '트렌트 병원 (Trent Hospital)'에 속한다. 홍콩 의학원은 법에 근거하여 전 의료진 양성을 조직, 관리, 평가 및 파견하고 홍콩 내 지속적인 의료 교육 대책을 총괄하는 독립 기관이다. 이와 더불어 캐나다 왕립 의료 외과 대학교가 홍콩에 대학원생 의료 교육원 (1994~)을 파견하고 있고, 홍콩 의학원을 졸업한 학생들이 RCPSC 자격을 획득하여 캐나다에서 실습하도록 하고 있다.
한편 홍콩 정부는 더 많은 민간 부문 이용을 장려하기 위한 목적으로 자발 건강보험 계획을 제의하고 있다.

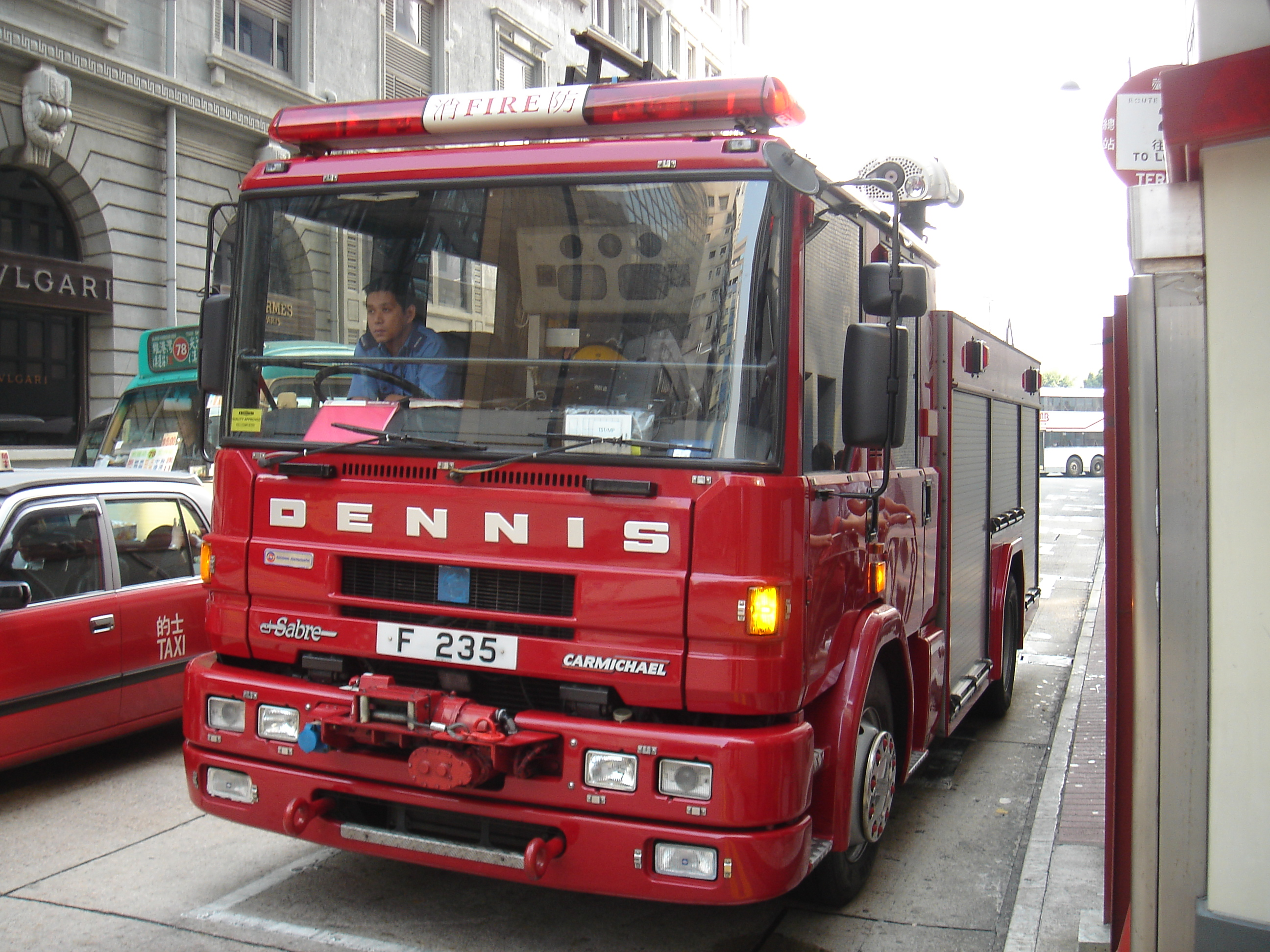
홍콩 소방처 소속 데니스 세이버 소방차.
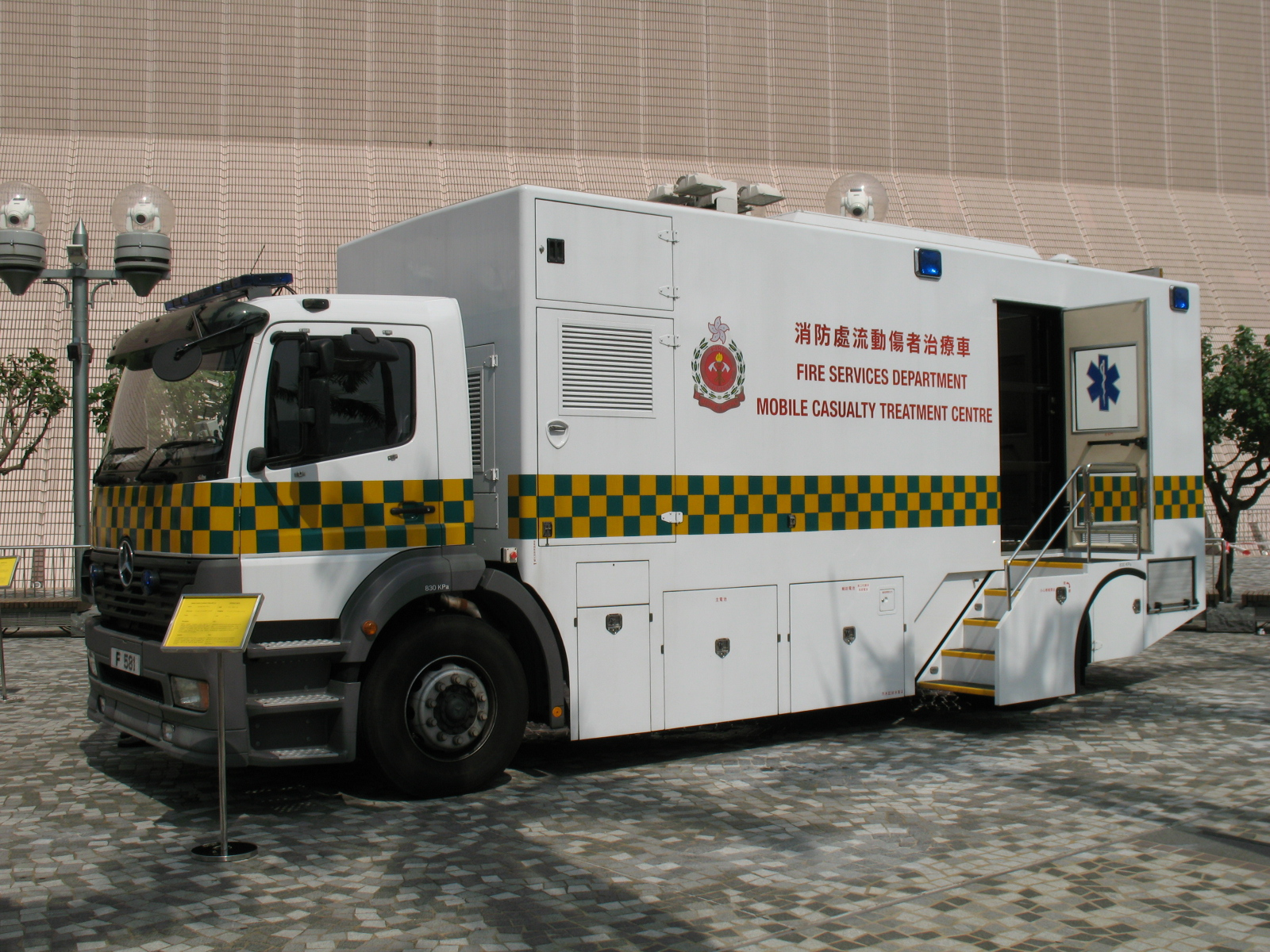
홍콩 소방처 소속 메르세데스 벤츠 액서 트럭.
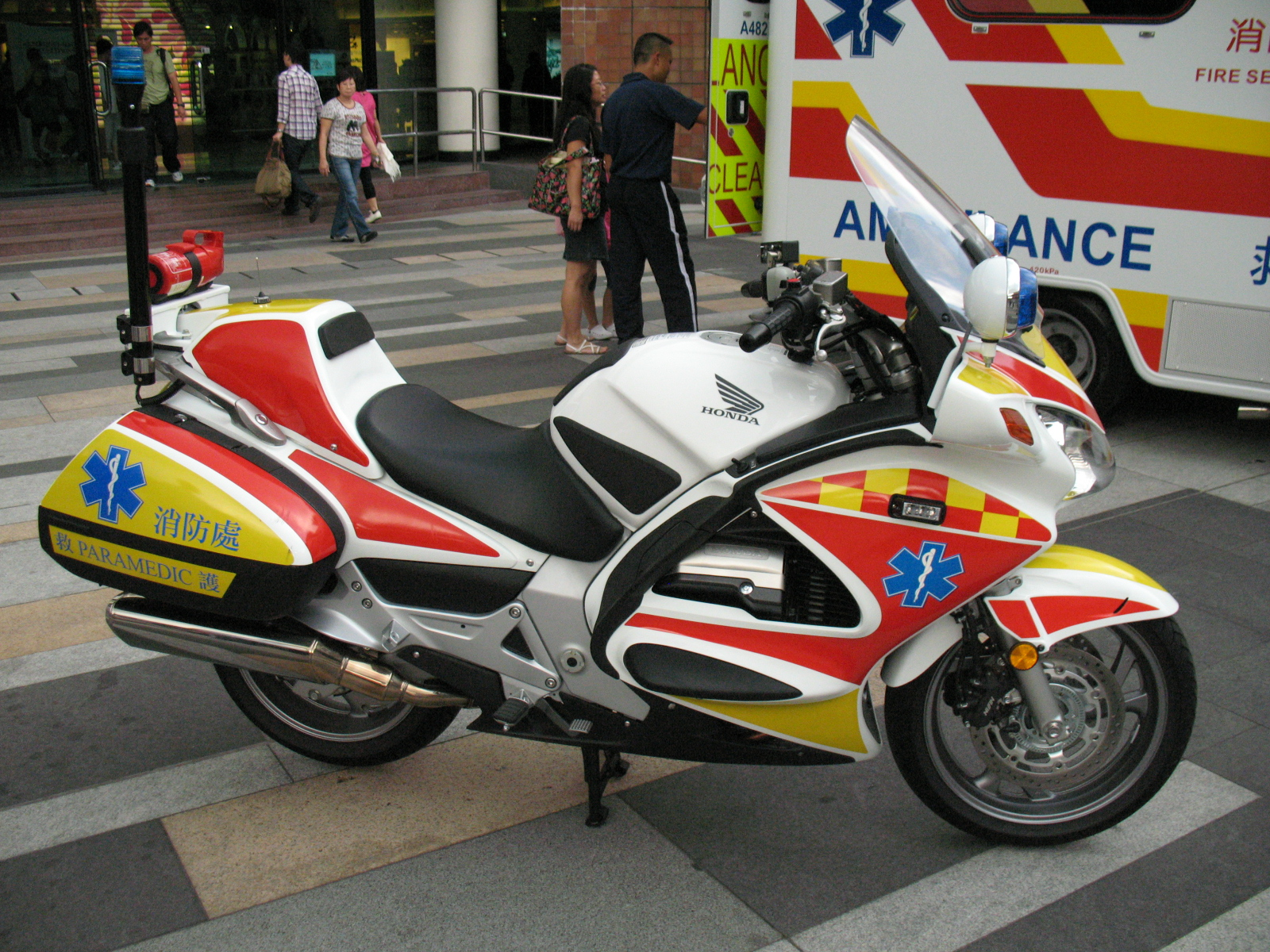
홍콩 소방처 오토바이.
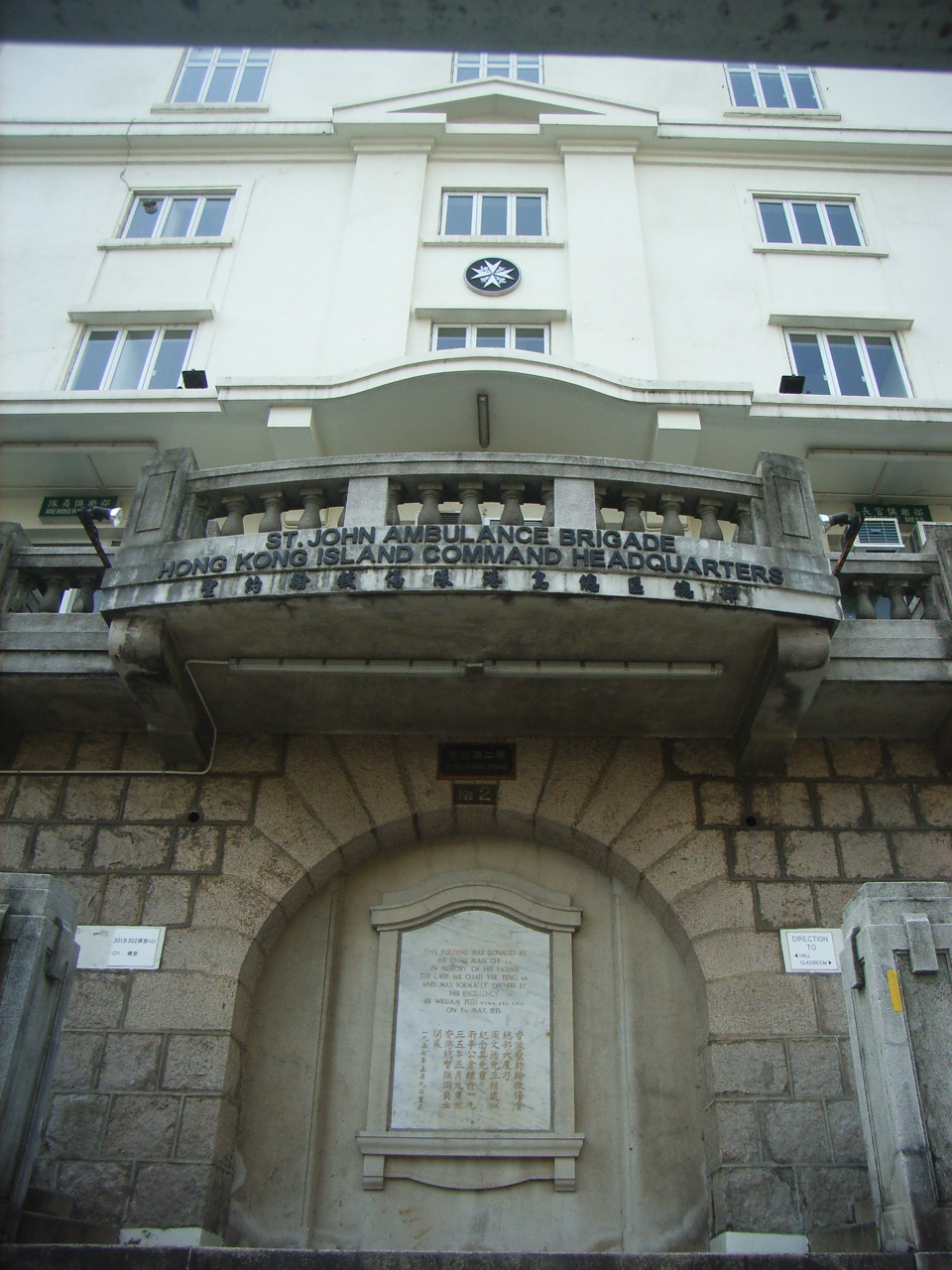
성요한구호기구 홍콩섬 지부의 모습.
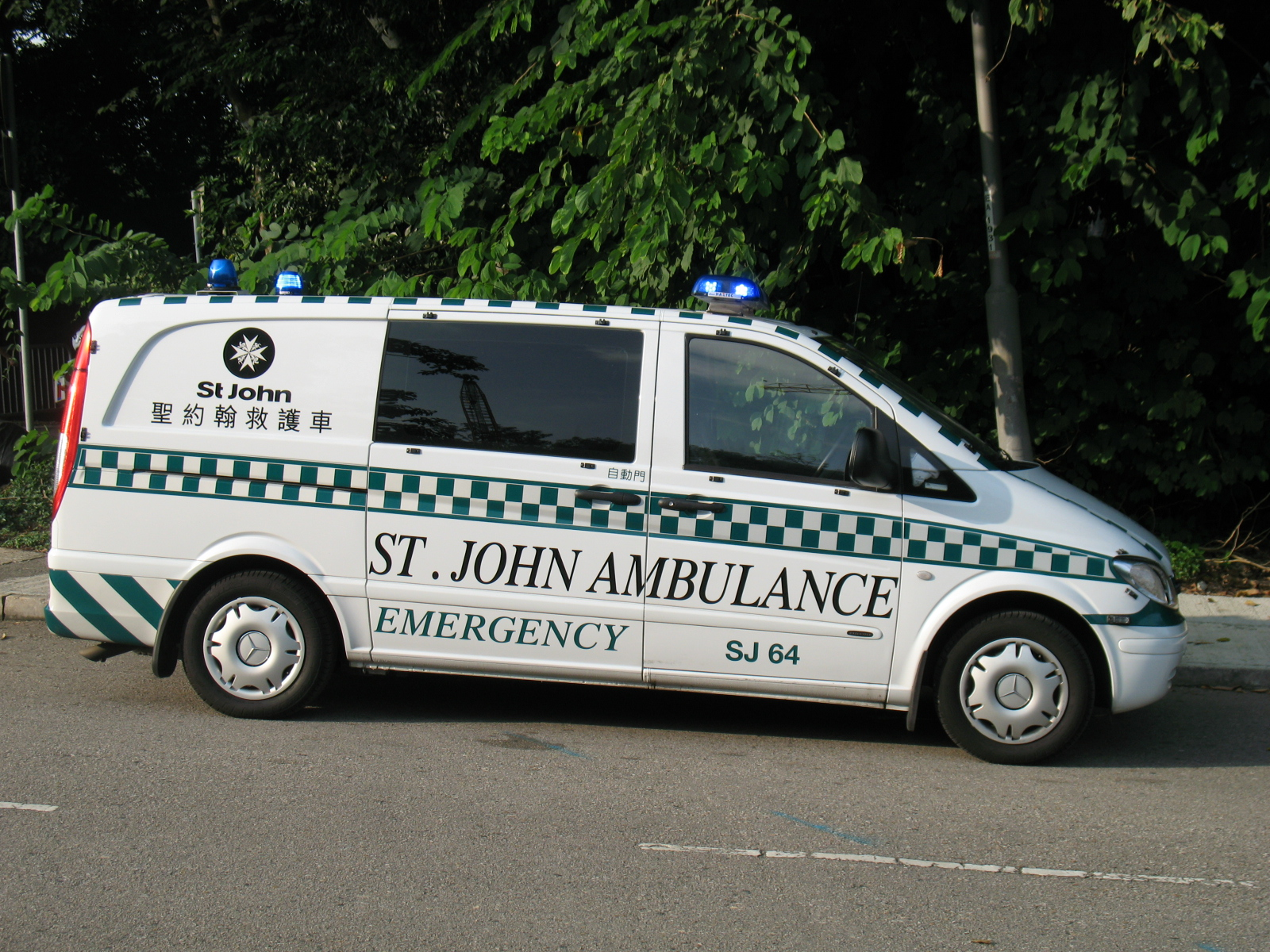
홍콩 성요한구호기구 소속 메르세데스 벤츠 비토 115CDI 구급차.

## 같이 보기
- 홍콩의 병원 목록
- 홍콩의 면역 프로그램
- 홍콩의 의료 교육 > 홍콩의 의학부
- 의료보조대
- 홍콩정신과의학원
- 홍콩의학박물관
- 홍콩 공기오염지수
- 홍콩의 흡연